# August von Gemmingen (1830–1892)
August von Gemmingen (* 14. August 1830; † 29. Februar 1892 in Karlsruhe) war großherzoglich-badischer Kammerherr und Ritter des Preußischen Kronenordens.

## Leben
Er war ein Sohn des Ludwig Friedrich Wilhelm von Gemmingen (1794–1858) und der Emma Sebastiane Karoline von Gemmingen-Bonfeld (1804–1865). Im Deutsch-Französischen Krieg 1870/71 machte er sich um die Kranken- und Verwundetenpflege verdient, wofür er mehrfach ausgezeichnet wurde.

## Auszeichnungen
- Preußischer Kronenorden III. Klasse mit dem roten Kreuz
- Erinnerungskreuz für den Feldzug 1870/71
- Badische Kriegsdenkmünze für 1870/71
- Deutsche Kriegsdenkmünze für 1870/71